# Lin Mei-Hong
Lin Mei-Hong (ou Mei-Hong Lin, et en taïwanais 林美虹) née en 1959 à Luodong, Yilan, est une chorégraphe taïwanaise. Installée en Europe depuis le milieu des années 1970, elle travaille principalement en Allemagne depuis les années 1990.

## Biographie
En 1975, alors qu’elle a seize ans, Lin Mei-Hong intègre l’Accademia nazionale di danza (académie nationale de danse) de Rome, faisant ainsi partie du premier groupe d’artistes taïwanais à se rendre en Europe pour y étudier la danse. Après six ans passés à Rome, elle rejoint la Folkwang Universität (à Essen), où elle suit les cours de Pina Bausch.
En 1991, elle prend la direction du Ballet in Plauen, puis de 1997 à 2002 elle assume la direction artistique du Ballet au Théâtre de Dortmund, et depuis 2004 elle est la directrice artistique du Tanztheater-Darmstadt, compagnie de danse du Théâtre de Darmstadt, où elle crée deux à trois spectacles par an.
Lin Mei-Hong chorégraphie des spectacles de danse, des comédies musicales ainsi que des opéras.
Elle enseigne par ailleurs au département de danse de la National Taiwan University of Arts, à Nouveau Taipei

## Récompenses et distinctions
- 2006 : artiste de l’année (Allemagne)
- 2011 : nomination au prix Faust pour Die Brautschminkerin[3]

## Quelques créations récentes
- 2003 : The Beautiful Game
- 2005 : Jesus Christ Super Star
- 2005 : Das Haus der Bernarda Alba
- 2005 : Macbeth
- 2006 : The Juliet Letters
- 2007 : Ainadamar
- 2008 : Carmina Burana
- 2008 : Hôtel du Nord
- 2009 : Schwanengesang
- 2010 : Die Brautschminkerin